# 全國大專校院學生社團評選暨觀摩活動
全國大專校院學生社團評選暨觀摩活動，簡稱全社評，為中華民國教育部學生事務及特殊教育司所主辦的全國大學社團評鑑活動，於每年3至4月在每年所指定的大專院校場地舉辦，本活動是一年一度的全國大學社團評鑑與國內大學優秀社團之間的交流盛事。
參加的學校來自各地中華民國的國私立普通大學、科技大學、技職院校的學生組織，包括學生社團與自治組織（系學會、科學會）。

## 大專校院社團評選
比賽分為普通大學組與技專院校組，按照社團類別分為學術性、學藝性、服務性、體能（育）性、康樂性、自治性、綜合性等組別，並依照評鑑分數頒發參加獎、甲等、優等、特優等。

## 年度最佳社團特色活動評選
不限社團類別，通過初選之決選社團可用簡報、自製影片播放或動態展演(非危險性)等方式，介紹社團年度最有特色之活動。